# Baldwinowice (województwo dolnośląskie)
Baldwinowice (niem. Belmsdorf) – wieś w Polsce położona w województwie dolnośląskim, w powiecie ząbkowickim, w gminie Ciepłowody.

## Przynależność administracyjna
W latach 1975–1998 miejscowość administracyjnie należała do województwa wałbrzyskiego.